# 南日本運輸倉庫
南日本運輸倉庫株式会社（みなみにほんうんゆそうこ、英語:Minaminihon Total Logistics Service）は、東京都中野区に本社を置く陸運会社である。主に食品物流を主力事業に、関東エリアを中心として物流拠点を多く構えている。

## 概要
創業当初から食品物流のエキスパートとして「ハイクオリティー・ローコストオペレーション」を掲げており、関東エリアを主要エリアとして、ドライ・チルド・フローズンの3温度帯の食品を荷主に配送しており、ファミリーマート、マルエツ、ドン・キホーテ、マツモトキヨシなどをはじめとした、北関東から静岡までの16,500以上の店舗へ食品や飲料品を配送している。

## 沿革
- 1975年6月 - 南日本運輸倉庫株式会社設立。
- 1983年4月 - 東京都中野区上高田に本社を移転
- 1991年4月 - 浦和センターを開設
- 1995年6月 - 千葉フローズンセンターを開設
- 1996年
  - 4月 - 川口フローズンセンターを開設
  - 10月 - 川口流通センターを開設
- 1999年6月 - 川口共配センターを開設
- 2000年2月 - 川口物流センターを開設
- 2004年4月 - 岩槻外食センターを開設
- 2009年4月 - 埼玉物流センターを開設
- 2012年11月 - 株式会社太田双葉カントリークラブを完全子会社化
- 2013年10月 - 春日部センターを開設
- 2014年
  - 2月 - 藤沢センターを開設
  - 10月 - 代表取締役社長である大園博史が代表取締役会長に就任し、専務取締役の大園圭一郎が代表取締役社長に就任
- 2015年1月 - あらい道の駅を完全子会社化
- 2016年
  - 9月 - キャニオンサービス株式会社を完全子会社化
  - 12月 - 白沢高原リゾートを完全子会社化
- 2017年
  - 3月 - 三芳センター開設、戸田本部へと移転
  - 6月 - 株式会社アシストを完全子会社化
- 2018年1月 - 昭和冷凍株式会社を完全子会社化
- 2019年
  - 1月 - 藤沢センター　増設棟竣工
  - 4月 - 株式会社丸勝輸送を吸収合併、サザン鹿島園ゴルフクラブを完全子会社化
  - 6月 - 株式会社白沢振興公社（望郷の湯）の株式60%を取得し子会社化
  - 7月 - 株式会社トランスデイリーを吸収合併

出典：

## 営業所一覧
東京都
- 本社
- 新木場営業所
- 江戸川営業所
- 西東京営業所
- 板橋営業所

埼玉県
- 戸田本部
- 川口共配営業所
- 川口流通センター
- 入間営業所
- 岩槻外食センター（2021年1月1日に「首都圏総合物流センター」に名称変更）
- 岩槻共配センター（2021年1月1日に「全国共配センター」に名称変更）
- 所沢営業所
- 埼玉物流センター
- 春日部営業所
- 三芳営業所
- 八潮営業所
- 川口営業所
- 川口物流センター

千葉県
- 成田営業所
- 千葉営業所
- 習志野営業所
- 新港営業所
- 千葉北営業所
- 千葉第二営業所
- 稲毛営業所
- 印西営業所
- 八千代営業所

神奈川県
- 藤沢営業所
- 相模原営業所

茨城県
- 岩井営業所
- 土浦営業所

栃木県
- 宇都宮営業所
- 佐野チルドフローズン物流センター

群馬県
- 群馬営業所
- 群馬営業所

出典：

## グループ会社
物流・車両関連事業
- 株式会社JFNフードロジ
- 株式会社関東デイリー
- アデック物流株式会社
- 昭和冷凍株式会社
- 有限会社東京自動車

その他事業
- 南国興産株式会社
- キャニオンサービス株式会社
- 株式会社あんしんサポート保険
- 株式会社アシスト
- 白沢高原リゾート株式会社
- 株式会社太田双葉カントリークラブ
- 株式会社ウインズ・コーポレーション ジャンボゴルフガーデン（旧・サザン鹿島園ゴルフクラブ）
- あらい道の駅株式会社
- 株式会社白沢振興公社